# Mẫu hình Hòn đảo
Mẫu hình Hòn đảo là một mẫu hình biểu đồ nến có thể được định nghĩa là một hoạt động giao dịch nhỏ gọn trong một phạm vi giá, tách ra khỏi di chuyển đang tiến hành nó, sự tách biệt này là do một gián đoạn kiệt sức và di chuyển tiếp theo hướng ngược lại xảy ra do kết quả của một gián đoạn phân lập.

## Hình thành

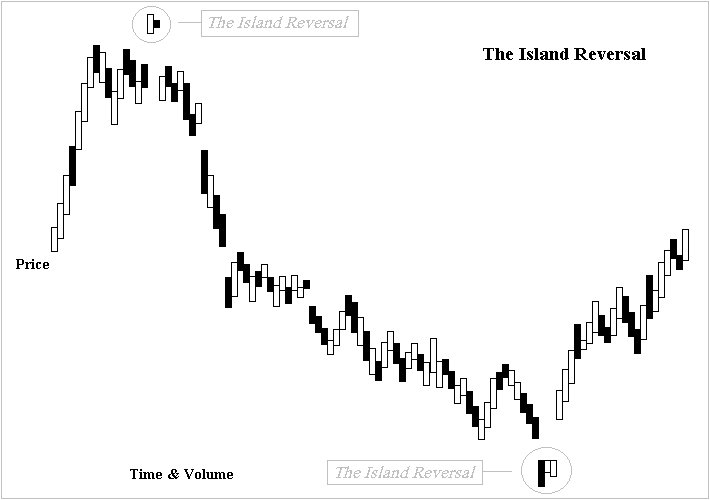
Các đảo chiều Hòn đảo

Xem xét kỹ các hình thành mẫu hình Hòn đảo cho thấy sự đảo ngược Hòn đảo bao gồm một gián đoạn kiệt sức và di chuyển tiếp theo được theo sau bởi một gián đoạn phân lập. Không phổ biến, gián đoạn phân lập để hoàn thành hòn đảo này được điền đầy trong một vài phiên bằng cách kéo lại như một kết quả của phản ứng. Các đảo ngược Hòn đảo cũng có thể xảy ra, ngược lại, ở đỉnh cao của đảo ngược của hình thành đầu và vai.
Ví dụ, giả định rằng giá trong một xu hướng tăng đóng tại giá cao của nó 84,00 USD và mở ra tại 86,00 USD vào phiên sau và sau đó không rơi xuống dưới giá mở cửa. Tuy nhiên, gần cuối phiên, nó di chuyển lên cao hơn nữa và chạm 88,00 USD nhưng đóng cửa tại 87,60 USD. Quan sát như vậy, cho thấy một gián đoạn 2,00 USD mà không được lấp đầy. Trên giá thị trường phiên sau mở tại 87,40 USD, chạm giá cao 88,90 USD và đóng cửa tại 87,00 USD. Một vài phiên sau đó hoặc phiên sau, giá thị trường mở tại 84,00 USD và đóng cửa tại 82,90 USD, giữ cho nó bên dưới khu vực 86,00 USD và 84,00 USD. Tất cả các giao dịch trên 86,00 USD sẽ xuất hiện trên biểu đồ phân tích kỹ thuật để được cách ly và được gọi là, một đảo ngược Hòn đảo.

## Đặc điểm
- Sự xuất hiện của một đảo ngược Hòn đảo là khá hiếm.
- Nó bao gồm một động thái nhỏ.
- Nó không phải là, bản thân nó có ý nghĩa lớn.
- Nó có thể xảy ra ở phía đỉnh cũng như ở phía đáy.
- Các gián đoạn ở hai đầu xảy ra ở mức giá gần như giống nhau.
- Nó có một hoạt động giao dịch nhỏ gọn được tách ra khỏi các động thái tiếp theo nà theo hướng ngược lại.
- Đây là một chỉ số rất tốt của một sự đảo ngược của xu hướng chính hoặc trung gian.
- Ngay sau khi nó xuất hiện, nó chỉ ra rằng một sự thay đổi cực đoan trong Tâm lý đã xảy ra.
- Khối lượng cao được dự kiến trong đó khu vực giao dịch nhỏ gọn đó.
- Hoạt động giao dịch có thể kéo dài chỉ một phiên hoặc một vài phiên. Khi sắp xếp này xảy ra chỉ một phiên duy nhất, nó được gọi là "phiên đảo chiều".